# Abraham Lempel
Abraham Lempel (en hébreu : אברהם למפל), né le 10 février 1936 à Lwów en Pologne (désormais Lviv en Ukraine) et mort le 4 février 2023, est un informaticien israélien, auparavant polonais d’origine juive.
Il est connu pour être à l'origine, avec Jacob Ziv, de la famille des algorithmes de compression de données dits LZ pour Lempel-Ziv, utilisés pour de nombreuses technologies notamment de l'informatique, de la téléphonie ou d'Internet.

## Biographie
Fils de Yitzhak et Frieda Lampel, Abraham Lempel émigre en 1948 en Israël où il suit une formation au Technion de Haïfa, en 1959 ; il y obtient plusieurs diplômes dont son baccalauréat en 1963 et un doctorat en génie électrique en 1967 puis y devient lui-même enseignant, à partir de 1977, et professeur émérite.
Entre-temps, il devient associé de recherche à l'Université de Californie du Sud, en 1968. L'année suivante, il rejoint le personnel de recherche du centre Sperry Rand Research à Sudbury (Massachusetts) et effectue également un stage de recherche au Thomas J. Watson Research Center, toujours aux États-Unis.
Lempel possède huit brevets (USPTO) déposés aux États-Unis.

### Hewlett-Packard
Abraham Lempel est à l'origine des laboratoires d'Hewlett-Packard en Israël en 1994, dont il est le directeur jusqu'en octobre 2007.

### Algorithmes
En 2004, l'Institute of Electrical and Electronics Engineers (IEEE) qualifie les algorithmes de jalon historique dans l'ingénierie électrique et électronique ; ils influencent toujours les « géants de la technologie et des milliards d'utilisateurs de téléphones portables ».
« L'algorithme Lempel-Ziv a apporté au monde, gratuitement, une technologie sans précédent qui permet le transfert de données rapidement et sans perte de données ».
Les algorithmes suivants font tous référence à Abraham Lempel par la lettre L :
- 1977 : LZ77 (Lempel- Ziv )
- 1978 : LZ78 (Lempel-Ziv)
- 1981 : LZR (Lempel-Ziv- Rodeh (et al.) ;  à tort aussi LZ-Renau)
- 1984 : LZW (Lempel - Ziv - Welch)
- 198?: LZS (Lempel - Ziv - Stac)
- 1996 : LZO (Lempel - Ziv - Oberhumer)
- 1998 : LZMA (algorithme de Lempel - Ziv - Markov)

Les identifiants LZX , LHA (LHarc) et LZH font également référence à Lempel.
Son travail a jeté les bases des formats graphiques compressés sans perte de données, tels que GIF, TIFF et PNG ou le format ZIP, en ayant un rôle central dans les formats PDF (pour les documents) et MP3 (pour la musique).

## Distinctions
- En 1997, Abraham Lempel reçoit le prix Paris-Kanellakis décerné par l'ACM avec Jacob Ziv pour son travail sur la compression de données[5].
- En 1998, il reçoit le Golden Jubilee Award en 1998[1] .
- En 2007, Abraham Lempel reçoit la médaille Richard-Hamming décernée par l'IEEE pour  « son travail de pionnier dans le domaine de la compression des données, en particulier l'algorithme Lempel-Ziv »[6],[1].
- En 2010, il remporte le prix Rothschild de l'ingénierie[7].